# Herb Brooks
Herbert Paul Brooks, detto Herb (St. Paul, 5 agosto 1937 – Forest Lake, 11 agosto 2003), è stato un hockeista su ghiaccio e allenatore di hockey su ghiaccio statunitense.
È conosciuto per aver portato la nazionale di hockey su ghiaccio statunitense ad una medaglia d'oro olimpica ai XIII Giochi olimpici invernali nel 1980, in un evento spesso chiamato il miracolo sul ghiaccio.

## Carriera da giocatore
In gioventù giocò per la squadra della Johnson Senior High School vincendo nel 1955 il titolo statale. In estate giocava anche nella squadra di baseball del Town Team Baseball.  Più avanti fu nella squadra di hockey della University of Minnesota e fu membro della squadra olimpica nel 1964 e 1968. Aveva avuto in precedenza la possibilità di partecipare anche nel 1960, ma fu tagliato fuori una settimana prima dell'avvio dei Giochi.

## Carriera da allenatore
Iniziò ad allenare alla Università del Minnesota con i Golden Gophers e vi rimase per 7 anni vincendo tre titoli NCAA (1974, 1976 e 1979). Nel 1980 vinse quindi l'oro olimpico, abbattendo il predominio sovietico che durava ormai da 12 anni: condusse una selezione americana di giovani giocatori dilettanti alla vittoria in quello che fu definito il miracolo sul ghiaccio.
Dopo un'esperienza in Svizzera con l'Hc Davos In seguito approdò alla National Hockey League: è stato l'allenatore dei New York Rangers per 4 stagioni, stabilendo un record di velocità nella storia della franchigia nel vincere 100 partite. Ha allenato poi una sola stagione per i Minnesota North Stars, New Jersey Devils e Pittsburgh Penguins. Per questi ultimi ha ricoperto poi il ruolo di capo-scout fino al momento della sua morte, avvenuta nel 2003.
A metà anni '80 allenò brevemente anche la St. Cloud State University.
Dopo un'esperienza con la nazionale francese ai giochi olimpici del 1998, nel 2002 condusse sorprendentemente la nazionale americana, formata da seconde scelte e giocatori a fine carriera, al secondo posto ai giochi olimpici del 2002. Una vera sorpresa considerando che la squadra era in gran parte formata dagli stessi giocatori che nel 1998 aveva concluso all'8º posto.
Nel 2003 è scomparso in un incidente stradale. Nel 2006 è stato inserito postumo nella Hockey Hall of Fame. Già nel 1990 era stato inserito nella United States Hockey Hall of Fame.